# Oxfordbevægelsen
 Ikke at forveksle med Oxfordgruppebevægelsen, der senere blev kendt som Moralsk Oprustning
Oxfordbevægelsen (engelsk: The Oxford Movement) var en højkirkelig bevægelse inden for den anglikanske kirke i 1800-tallet. Bevægelsen var anført af John Henry Newman (Oxford Universitet), der i 1845 konverterede til den romerskkatolske kirke.